# Germania IV
Pour les articles homonymes, voir Germania.
Le Germania IV est un sloop construit en 1939 pour Gustav Krupp von Bohlen und Halbach propriétaire de l'entreprise Krupp à Essen. C'est le quatrième des six bateaux construits pour la famille Krupp.
Son port d'attache était le Yacht-Club de Kiel  en  Allemagne.
Son immatriculation de voile est « 8 G12 ».

## Histoire
Après l'obtention de la médaille de bronze aux Jeux olympiques d'été de 1936 à Kiel avec le Germania III, Gustav Krupp fait réaliser en 1939 au chantier naval Abeking & Rasmussen de Lemwerder sur des plans de l'architecte naval Henry Rasmussen le Germania IV. C'est un sloop de régate à la Jauge internationale 8MR préparé pour les futurs Jeux olympiques d'été de 1940 à Helsinki en Finlande.
Il participe à la Semaine de Kiel en 1939 avec Walter Hütschler (barreur) et ne rencontre que deux adversaires allemands ; son sister-ship le Windsbraut III (8 G11) et le Germania III (8 G9). Chaque yacht gagne une course. Ils se rencontrent de nouveau, lors de régates, à Sandhamn (Suède) et à Helsinki sur la future zone olympique.
La Seconde Guerre mondiale éclate et l'équipage ramène le bateau à Potsdam et est entreposé dans un hangar du port. Les prochains Jeux olympiques d'été de 1952 se dérouleront à Helsinki, mais sans les voiliers de classe 8 mètres.
À la fin de la guerre, le Germania IV qui avait été vendu pendant la guerre, n'est pas saisi par l'Amirauté britannique. Le patron du chantier Henry Radmussen obtient des officiers d'occupation de garder le bateau. Sous le nom de Gunna IV il navigue dans le fjord de Flensbourg. Revendu quelques années plus tard, il prend le nom de Rasmus IV. Puis il est équipé d'un moteur Yamaha diesel de 18 cv et transformé quelque peu.
En 1998, il est acquis par Rolf et Philip Hauwaerts de Zeebrugge. Il est restauré à son état d'origine de 1939 et remis à l'eau en 2007 sous le nom de Baltic IV.

## Autres yachts nommésGermania
- Germania, 1908,
- Germania II, 1934,
- Germania III, 1935,
- Germania V, 1955,
- Germania VI, 1963.